# Aytaç Biter
Aytaç Biter (ur. 5 listopada 1965 roku w Ankarze) – turecki kierowca wyścigowy.

## Kariera
Biter rozpoczął karierę w międzynarodowych wyścigach samochodowych w 2006 roku, od startów w Tureckiej Formule 3, gdzie ośmiokrotnie stawał na podium, w tym dwukrotnie na jego najwyższym stopniu. Uzbierane 74 punkty dały mu tytuł wicemistrza serii. W późniejszych latach Turek pojawiał się także w stawce Turkish Touring Car Championship, World Touring Car Championship, 24-godzinnego wyścigu Barcelona,  oraz European Touring Car Cup.
W World Touring Car Championship Turek wystartował w czterech wyścigach sezonu 2008. Podczas drugiego wyścigu brytyjskiej rundy uplasował się na 21 pozycji, co było jego najlepszym wynikiem w mistrzostwach. 